# Eucalyptus resinifera
Espèce
Classification phylogénétique
Eucalyptus resinifera (appelé Acajou rouge quelquefois en français) est une espèce de plantes à fleurs du genre Eucalyptus et de la famille des Myrtaceae. C'est un arbre commun dans l'est de l'Australie.

## Description
C'est un arbre qui peut atteindre 45 mètres de hauteur, mais plus généralement il mesure entre 20 et 30 mètres. Son diamètre à hauteur de poitrine va jusqu'à 150 cm.
Il a une écorce brun rougeâtre, persistant au niveau des branches les plus petites, et un peu filandreuse.
Les feuilles adultes sont lancéolées, de 9 à 16 cm de long, et 2 à 4 cm de large, avec différentes nuances de vert sur chaque côté, et marquées par une nervation dense.
Les fleurs blanches apparaissent d'octobre à février.
Les fruits sont hémisphériques ou de forme ovoïde, de 5 à 11 mm de long et de 5 à 10 mm de diamètre portés par une tige relativement longue. L'opercule est plat ou légèrement bombé.
Il en existe deux sous-espèces:
- E. resinifera subs resinifera, qui pousse au nord de Jervis Bay jusqu'à la Mid North Coast
- E. resinifera hemilampra, qui pousse au nord de Kempsey.

## Répartition et habitat
Son aire de répartition va de Jervis Bay au nord du Queensland dans les forêts sclérophylles préférant les sols d'une fertilité moyenne à élevée.

## Écologie
Ses feuilles sont consommées par les koalas.

## Utilisation
Son bois rouge est très apprécié car très dur et dense et pour sa couleur rouge. Il a de multiples utilisations: parquets, lambris, revêtements, construction de bateaux, traverse de chemin de fer et construction en général. Il est également utilisé pour la fabrication de poteaux et de charbon.
Il a été exporté comme plante cultivée en Afrique (Madagascar, Afrique du Sud et Zimbabwe), en Europe occidentale (Italie et Portugal), et aux États-Unis (Hawaï).

## Galerie

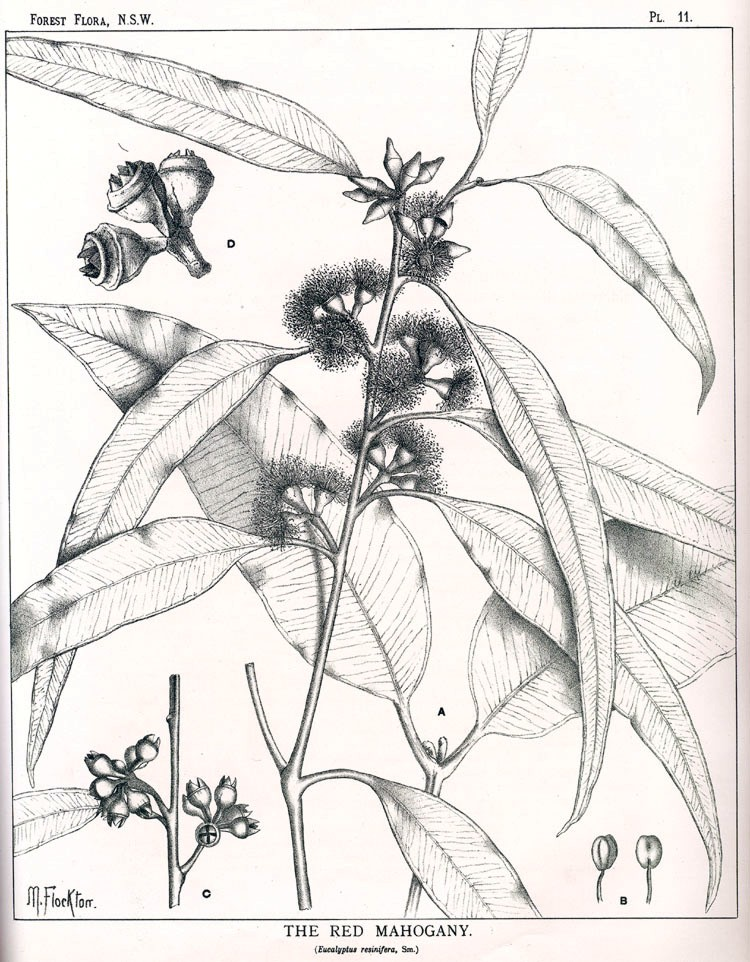